# Наурдиев, Исмаил
Исмаил Наурдиев (нем. Ismail Naurdiev; род. 18 августа 1996 года, Чеченская Республика, Россия) — российский австрийский и марокканский боец смешанных единоборств, в настоящее время выступающий в полусреднем весе, выступает на профессиональном уровне, начиная с 2012 года. Известен по участию в турнирах крупных бойцовских организаций Ultimate Fighting Championship (UFC), Absolute Championship Berkut (ACB).

## Биография
Исмаил Наурдиев родился 18 августа 1996 года в Чеченской Республике, в семье этнических чеченцев. Его семья покинула Чеченскую Республику в период войны и переехала в Австрию в 2004 году, когда ему было девять лет, в поисках безопасной и лучшей жизни. 
В Австрии Исмаил начал заниматься борьбой и впоследствии перешëл в смешанные единоборства будучи подростком. 
В начале своей профессиональной карьеры в ММА у Наурдиева не было ни тренеров, ни спарринг-партнëров, но он продолжал стабильно выступать, чтобы набираться опыта.
У Исмаила Наурдиева австрийское гражданство и выступает он за Австрию.
Да, у меня только австрийское гражданство. Я выступаю в UFC только под флагом Австрии, потому что эта страна дала мне всё. Я отдаю ей должное. Мне в Австрии хорошо, но я не забываю свои корни.Исмаил Наурдиев

## Профессиональная карьера в ММА
В смешанных единоборствах Наурдиев дебютировал 17 ноября 2012 года в бою против Алиса Эльдридза, бой прошёл в рамках турнира "KOTR Austria - King of the Ring", состоявшегося в городе Зальцбург. Исмаил победил своего соперника судейским решением. 
Базовым видом спорта Исмаила Наурдиева является кикбоксинг и вольная борьба. Тренируется в "Top Team Zalsburg" из Зальцбурга.
До подписания в UFC имел рекорд 17-2 на профессиональном уровне. Участвовал в турнирах бойцовских организаций Absolute Championship Berkut (ACB), EMC и на местных австрийских организациях XFN, KOTR Austria - King of the Ring и так далее.
Исмаил Наурдиев имеет в своем активе победы над такими титулованными бойцами смешанных единоборств, выступавших под эгидой UFC, как: Мишел Празерис, Сияр Бахадурзада, Бен Аллоуей.  

### Ultimate Fighting Championship
Наурдиев дебютировал в промоушене на турнире UFC Fight Night: Блахович против Сантоса 23 февраля 2019 года. Он встретился с Мишелем Празерисом, заменив травмированного Рамазана Эмеева. Наурдиев выиграл у Празериса единогласным решением судей.
6 июля 2019 года Наурдиев встретился с Ченси Ренкаунтри на турнире UFC 239 и проиграл единогласным решением судей.
28 сентября 2020 года Наурдиев победил единогласным решением  ветерана UFC Сияра Бахадурзада на турнире UFC Fight Night: Hermansson vs. Cannonier.
29 февраля 2020 года на турнире UFC Fight Night 169 он встретился с Шоном Брэди и проиграл единогласным решением судей. 
В марте 2020 года стало известно, что Наурдиев разорвал контракт с UFC.

### Карьера после Ultimate Fighting Championship
24 августа 2020 года появилась новость о том, что Наурдиев подписал контракт с немецкой организацией Elite MMA Championship, и как ожидается, дебютирует в промоушене в Гран-при в полусреднем весе на турнире EMC—5 5 сентября 2020 года. В дебютном бою в EMC он разделил октагон с поляком Тимотеушем Лопачиком и выиграл у выиграл его единогласным решением судей, пройдя в финал Гран-при. 
В финале Наурдиеву должен был противостоять грузин Амиран Гоголадзе на турнире EMC—6 31 октября 2020 года. Однако Наурдиев снялся с боя из-за травмы до того, как турнир был отложен из-за пандемии (COVID-19).

### Brave СF
26 февраля 2021 года на своей странице в Instagram Наурдиев сообщил, что подписал контракт с организацией Brave на несколько боёв. Затем лига официально анонсировала, что Наурдиев сразится в главном бою с Джаррохом Хуссейном Аль-Силави за титул чемпиона Brave CF в суперсреднем весе на Brave CF—50 1 апреля 2021 года.

## Статистика ММА
| Боёв 32  | Побед 24 | Поражений 8 |
| -------- | -------- | ----------- |
| Нокаутом | 12       | 2           |
| Сдачей   | 6        | 2           |
| Решением | 6        | 4           |

| Результат | Рекорд | Соперник                  | Способ                                          | Турнир                                              | Дата             | Раунд | Время | Место                 | Примечание                                |
| --------- | ------ | ------------------------- | ----------------------------------------------- | --------------------------------------------------- | ---------------- | ----- | ----- | --------------------- | ----------------------------------------- |
| Поражение | 24-8   | Пак Чун Ён                | Единогласное решение                            | UFC Fight Night: Хилл vs. Раунтри                   | 21 июня 2025     | 3     | 5:00  | Баку, Азербайджан     |                                           |
| Победа    | 24-7   | Бруну Силва               | Единогласное решение                            | UFC 308                                             | 26 октября 2024  | 3     | 5:00  | Абу-Даби, ОАЭ         |                                           |
| Победа    | 23-7   | Тахар Хадби               | Самбишн (удушение гильотиной)                   | Brave CF 79                                         | 8 декабря 2023   | 1     | 1:10  | Иса-Таун, Бахрейн     |                                           |
| Поражение | 22-7   | Вадим Куцый               | ТКО (удары)                                     | Brave CF 68                                         | 17 декабря 2022  | 1     | 3:23  | Дюссельдорф, Германия |                                           |
| Поражение | 22-6   | Марчин Брандель           | Самбишн (армбар)                                | Brave CF 63                                         | 19 октября 2022  | 1     | 1:20  | Иса-Таун, Бахрейн     |                                           |
| Победа    | 22-5   | Бектен Жеенбеков          | ТКО (удары)                                     | Brave CF 59                                         | 18 июня 2022     | 1     | 2:26  | Бухара, Узбекистан    |                                           |
| Победа    | 21-5   | Олли Санталахти           | Решением (единогласным)                         | Brave FC 54                                         | 26 сентября 2021 | 3     | 5:00  | Конин, Польша         |                                           |
| Поражение | 20-5   | Жаррах Хуссейн Аль-Силави | Техническим нокаутом (травма ноги)              | Brave CF 50 Brave Combat Federation 50              | 1 апреля 2021    | 2     | 1:19  | Бахрейн               | Бой за титул Brave CF в суперсреднем весе |
| Победа    | 20-4   | Тимотеуш Лопачик          | Единогласным решением судей                     | EMC 5 Elite MMA Championship 5                      | 5 сентября 2020  | 3     | 5:00  | Дюссельдорф, Германия |                                           |
| Поражение | 19-4   | Шон Брэди                 | Единогласным решением судей                     | UFC Fight Night: Бенавидес vs. Фигейреду            | 29 февраля 2020  | 3     | 5:00  | Вирджиния, США        |                                           |
| Победа    | 19-3   | Сияр Бахадурзада          | Единогласным решением судей                     | UFC Fight Night 160: Херманссон vs. Каннонье        | 28 сентября 2019 | 3     | 5:00  | Копенгаген, Дания     |                                           |
| Поражение | 18-3   | Ченси Ренкаунтри          | Единогласным решением судей                     | UFC 239                                             | 6 июля 2019      | 3     | 5:00  | Лас-Вегас, США        |                                           |
| Победа    | 18-2   | Мишел Празерис            | Единогласным решением судей                     | UFC Fight Night: Блахович vs. Сантус                | 23 февраля 2019  | 3     | 5:00  | Прага, Чехия          |                                           |
| Победа    | 17-2   | Паулистенио Роха          | Техническим нокаутом (удары)                    | XFN 16 X Fight Nights 16                            | 2 февраля 2019   | 1     | 0:36  | Вена, Австрия         |                                           |
| Победа    | 16-2   | Георгий Валентинов        | Нокаутом (удар ногой с разворота и добивание)   | ACB 74 Agujev vs. Townsend                          | 18 ноября 2017   | 1     | 3:10  | Вена, Австрия         |                                           |
| Поражение | 15-2   | Исмаэль де Жесус          | Единогласным решением судей                     | ACB 70 Barnatt vs. Askham                           | 23 сентября 2017 | 3     | 5:00  | Шеффилд, Англия       |                                           |
| Победа    | 15-1   | Бен Аллоуей               | Нокаутом (удар ногой в корпус)                  | ACB 60 Agujev vs. DeVent                            | 13 мая 2017      | 1     | 2:24  | Вена, Австрия         |                                           |
| Победа    | 14-1   | Андрей Васинца            | Техническим нокаутом (удар коленом и добивание) | ACB 52 Another Level of MMA Fighting                | 21 января 2017   | 1     | 1:28  | Вена, Австрия         |                                           |
| Победа    | 13-1   | Ласло Согеньи             | Техническим нокаутом (удары)                    | WFC 21 Olimp: Road to KSW                           | 17 декабря 2016  | 2     | 1:49  | Австрия               |                                           |
| Победа    | 12-1   | Гарик Шахбабян            | Сабмишном (удушение ручным треугольником)       | Aggrelin 14 Cage Fight Salzburg                     | 16 октября 2016  | 2     | 2:41  | Зальцбург, Австрия    |                                           |
| Победа    | 11-1   | Даниэль Скибински         | Нокаутом (удар коленом)                         | WFC 20 Exclusive Fight Night                        | 27 августа 2016  | 3     | 0:40  | Австрия               |                                           |
| Победа    | 10-1   | Давид Мате                | Техническим нокаутом (удары)                    | KHFN - KraftHerr Fight Night                        | 27 февраля 2016  | 1     | 1:15  | Австрия               |                                           |
| Победа    | 9-1    | Леонардо Д'ауриа          | Техническим нокаутом (удары)                    | AFC Austrian Fight Challenge 2                      | 12 декабря 2015  | 1     | N/A   | Вена, Австрия         |                                           |
| Победа    | 8-1    | Асмир Садикович           | Сабмишном (удушение треугольником)              | NAAFS - Europe                                      | 6 декабря 2015   | 2     | 1:03  | Сплит, Хорватия       |                                           |
| Победа    | 7-1    | Микко Ахмала              | Техническим нокаутом (удары руками и локтями)   | Cage - Cage 30                                      | 16 мая 2015      | 1     | 2:27  | Хелсинг, Финляндия    |                                           |
| Победа    | 6-1    | Аднан Хадзич              | Сабмишном ()                                    | FNL Fight Night Leonding                            | 11 апреля 2015   | 1     | 1:28  | Австрия               |                                           |
| Победа    | 5-1    | Ибо Кан                   | Техническим нокаутом (удары)                    | CFN - Charity Fight Night 2                         | 20 сентября 2014 | 1     | 2:00  | Форарльберг, Австрия  |                                           |
| Поражение | 4-1    | Кэм Кайя                  | Сабмишном (удушение треугольником)              | GMC 5 - German MMA Championship 5                   | 13 сентября 2014 | 1     | 00:40 | Германия              |                                           |
| Победа    | 4-0    | Урос Павлович             | Техническим нокаутом ()                         | Cage Fight Events Europe - Salzburger MMA Challenge | 26 апреля 2014   | 1     | N/A   | Зальцбург, Австрия    |                                           |
| Победа    | 3-0    | Роберт Оганесян           | Сабмишном (удушение сзади)                      | TKB Fight Night Linz                                | 5 апреля 2014    | 1     | 4:26  | Австрия               |                                           |
| Победа    | 2-0    | Абдул Шалихи              | Сабмишном (удушение сзади)                      | RA 1 - Respect Austria 1                            | 2 февраля 2013   | 1     | 3:00  | Фрайштадт, Австрия    |                                           |
| Победа    | 1-0    | Алис Эльдридз             | Единогласным решением судей                     | KOTR Austria King of the Ring                       | 17 ноября 2012   | 3     | 5:00  | Зальцбург, Австрия    |                                           |